# Cocktail

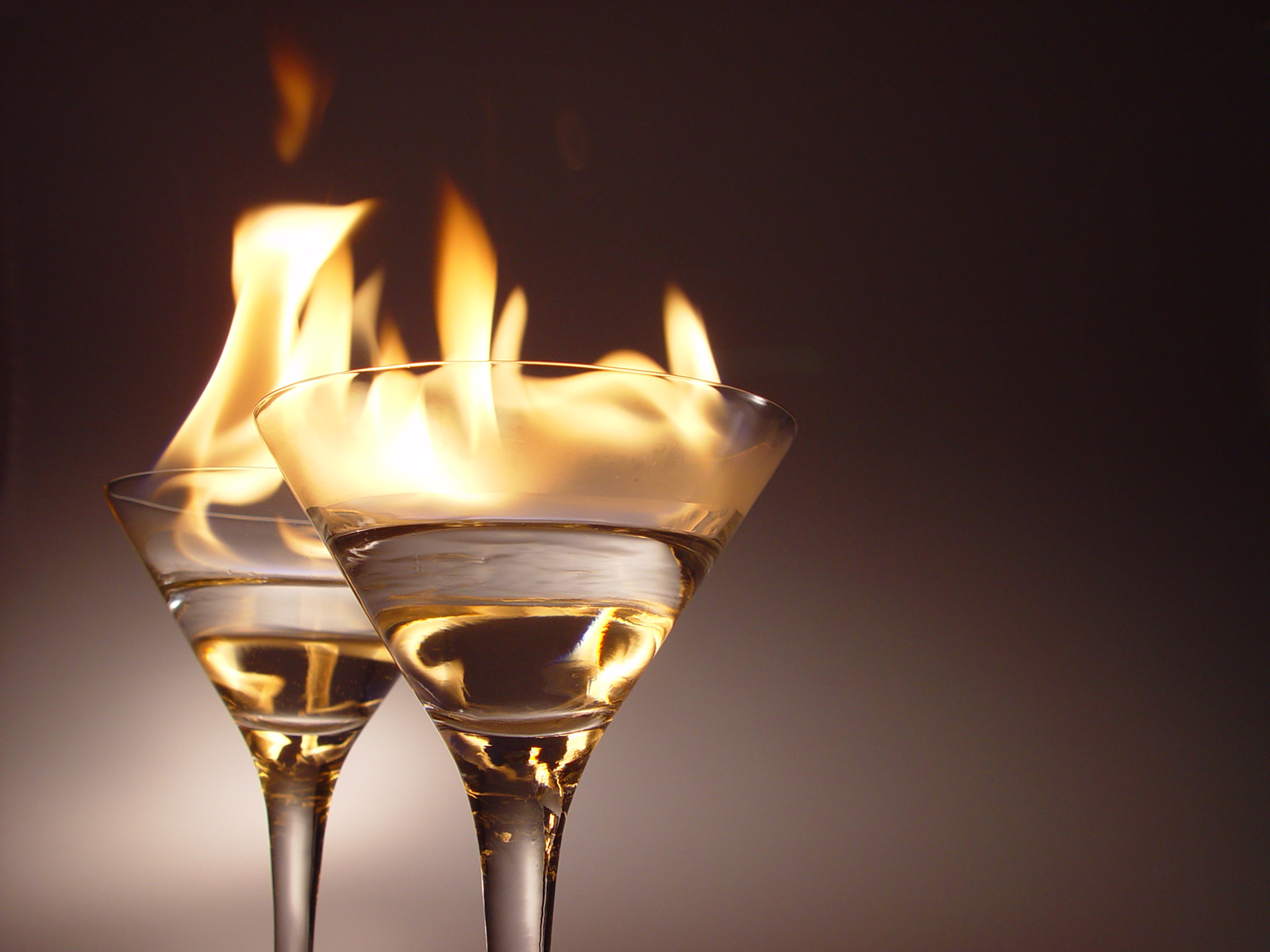
Brandende cocktails bevatten een kleine hoeveelheid alcohol van hoog percentage die aangestoken wordt voor het serveren

Een cocktail is een mengsel van minimaal drie ingrediënten, waarvan er twee drinkbaar moeten zijn en één alcohol moet bevatten. Zo bezien is een bloody mary, bestaande uit wodka, tomatensap, worcestersaus, Tabasco en specerijen dus een cocktail. Als het gemengde drankje maar uit twee dranken bestaat, zoals een rum-cola, dan is het een samengestelde drank (ook wel highball, duo of mixdrank genoemd) en geen cocktail. Veelgebruikte ingrediënten voor cocktails zijn gedistilleerde dranken, likeuren, siropen, vruchtensappen en soms koolzuurhoudende frisdranken.
Kenmerkend voor cocktails is dat er vaak met prachtige kleuren wordt gewerkt, er met speciaal glaswerk wordt gewerkt en dat de drankjes soms uitbundig worden versierd. Hierbij is het belangrijk dat de garnering, bijvoorbeeld fruit, terugkomt als ingrediënt van de cocktail. Je mag dus alleen een aardbei als garnering gebruiken als er aardbeienlikeur of -siroop in de cocktail zit. Het klassieke glas dat voor cocktails gebruikt wordt, is driehoekig van vorm en staat op een lange steel met voet. Het heet simpelweg cocktailglas. Veel cocktails worden echter in andere, bijvoorbeeld lage of longdrinkglazen geserveerd.
De mogelijkheden met het mengen van dranken zijn enorm. Er bestaan ook alcoholvrije cocktails, ook wel mocktails of virgin cocktails genoemd. Cocktails zijn grofweg in te delen in de volgende categorieën: 
- all-day cocktail (lager in alcoholpercentage waardoor je er meerdere gedurende de dag kunt drinken)
- before-dinner cocktail (een kenmerk is dat deze droog is)
- after-dinner cocktail (zoet van smaak)

## Etymologie
Er is veel onderzoek gedaan naar de etymologie van het woord "cocktail", maar de werkelijke oorsprong is nooit gevonden. De (waarschijnlijk) eerste keer dat het woord in de betekenis "drank" in gedrukte vorm opduikt is in The Farmer's Cabinet van 28 april 1803: 
Drank a glass of cocktail—excellent for the head ... Call'd at the Doct's. found Burnham—he looked very wise—drank another glass of cocktail.
 Omtrent de oorsprong zijn onder meer de volgende mogelijke verklaringen gegeven:
- Het woord Cock-tailed werd in de 18e eeuw gebruikt om trekpaard met gecoupeerde staart aan te duiden, in tegenstelling tot een renpaard met een lange staart.[1] Hetzelfde woord bleek ook een goede naam voor een gemixt en dus niet-zuiver drankje.

- Het woord zou zijn afgeleid van coctel, een Maya woord voor gefermenteerde vruchtensappen. Het werd door 16e-eeuwse Spanjaarden aangetroffen in Yucatan. Zij namen het concept mee naar Europa en de naam werd in het Engels verbasterd tot "cocktail", dit om een mix van gefermenteerde vruchtensappen en distillaten aan te duiden. Het woord Coctel wordt ook vandaag de dag nog in Latijns-Spaanse landen gebruikt.

- Koloniale tavernes hielden hun dranken (rum, brandy, whisky, gin, applejack) in vaten. Het laatste restje in zo'n vat was minder van kwaliteit en werd daarom overgegoten in een gecombineerd vat, dat dan tegen een gereduceerd tarief werd aangeboden. De kraan in een vat wordt ook wel aangeduid als cock, het restje drank onder de cock als tail, vandaar Cock-tailings.

- Ook doet er nog een verhaal de ronde dat de herkomst van het woord moet worden gezocht bij hanengevechten. De haan (cock) en zijn veelkleurige staart (tail) zouden gecombineerd gebruikt zijn om een veelkleurig drankje aan te duiden.

## Geschiedenis
Zoals in het hoofdstuk Etymologie al te lezen is, is de herkomst van de naam en daarmee het ontstaan van de cocktail niet helemaal duidelijk. Waarschijnlijk werden sterke dranken al eeuwenlang gemend met fruit en kruiden. Zo stamt de bloody mary al van vlak na de dood van Mary Tudor. Ergens eind 18e of begin 19e eeuw ontstonden in de Verenigde Staten cocktails volgens het huidige concept. Het woord cocktail duikt in 1803 op. De eerste geschreven definitie van de cocktail stamt uit 13 mei 1806 in een editie van The Balance and Columbian Repository, een federalistische krant in Hudson, VS. Hierin wordt gesproken over een mix van sterke drank met suiker, water en een bittertje. In 1862 verscheen het boek a bartender's guide called How to Mix Drinks; or, The Bon Vivant's Companion waarin tien cocktailrecepten staan beschreven.
Rond 1917 raakten de cocktail party's in zwang. Pas ten tijde van de Amerikaanse drooglegging van 1920 tot 1933 werd de cocktail echt populair. Deze periode speelde een belangrijke rol in de verdere cultivering van de cocktail. In zogenaamde speakeasies werd stiekem drank geschonken maar omdat illegaal gestookte drank vaak van slechte kwaliteit was en niet goed smaakte werden de drankjes gemend met vruchtensap en siroop. Zo werd de slechte smaak gemaskeerd en ontstonden nieuwe recepten.
De tikicultuur, waarbij in de VS een interesse ontstond in de cultuur van de Polynesische culturen leidde tot exotisch ogende cocktails zoals de Mai Tai, Blue Hawaii en de Zombie. De cocktail zou tot in de jaren zestig populair blijven. Daarna nam de interesse af om vanaf het jaar 2000 weer op te leven. Intussen is de cocktail zijn zo ingeburgerd dat de meest bekende recepten soms ook op de gewone drankkaart staan van restaurants.

## Bereidingswijzen

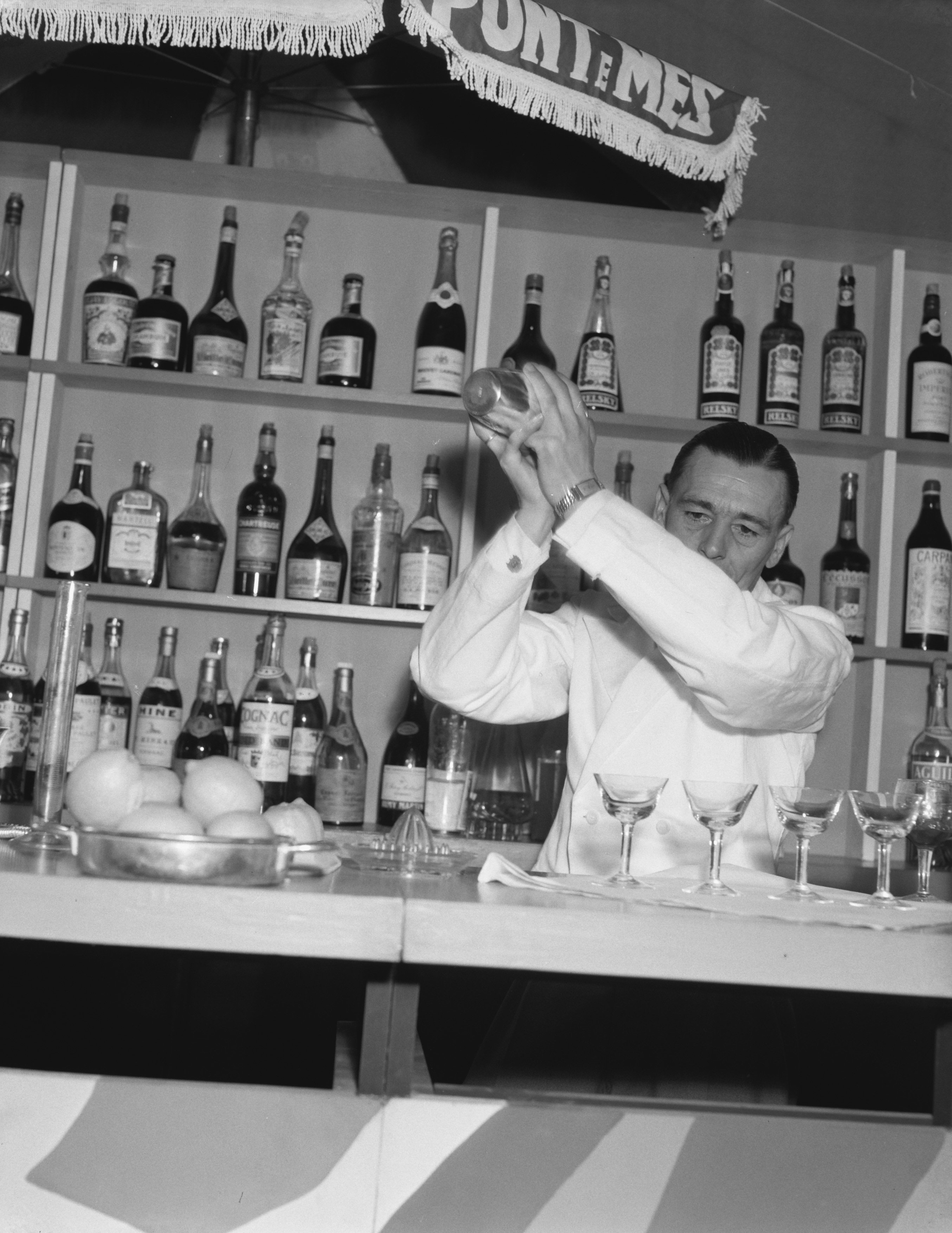
Een cocktail wordt bereid tijdens een wedstrijd in 1958

Sinds jaar en dag worden er vier bereidingswijzen voor cocktails onderscheiden, in het Engels build, stir, shake en blend:
1. Bij builden (schenken) wordt de cocktail direct in het drinkglas bereid omdat mengen niet noodzakelijk is, of juist voor een bepaald (kleur)effect, bijvoorbeeld bij een Pousse-café. Een variant hierop is het gebruik (of de noodzaak) dat de consument er zelf nog iets mee doet alvorens het op te drinken: Zie Tequila Slammer
2. Voor het stirren (roeren) worden de ingrediënten in een mengglas met een barlepel geroerd en daarna overgegoten in het glas. Hierbij is het noodzakelijk dat de dranken zich makkelijk vermengen.
3. Bij shaken (schudden) worden de dranken in een cocktailshaker met ijsblokjes geschud en daarna door een (ingebouwde) zeef in het glas geschonken. Door het schudden wordt de inhoud goed gemengd en bovendien snel gekoeld zonder al te zeer verdund te raken.
4. Door te blenden (mengen) in een blender of keukenmachine worden ijs en/of stukjes fruit vermalen en door de overige ingrediënten gemengd. Gebruik van een zeef is daarbij niet wenselijk.

Een goede bartender kent zijn klassiekers, weet van trendy cocktails en kan alles vertellen over de drankjes die hij gebruikt.

## The Fine Art of Mixing Drinks
Een invloedrijk boek voor cocktailschenkers is The Fine Art of Mixing Drinks uit 1948 van de Amerikaan David Embury. Hierin legt hij een aantal principes uit. Zo stelt hij dat een cocktail uit drie onderdelen bestaat:
- De basis is het hoofdingrediënt, bijvoorbeeld whisky. Deze maakt vaak meer dan 75% van de cocktail uit. Het ijs telt in deze berekening niet mee.
- De modifying agent die de smaak aanpast en bijzonder maakt, bijvoorbeeld een bittertje, vruchtensap of suiker.
- De speciale smaken en kleuren.

Embury verdeelde de cocktails in twee groepen, de aromatische en de zure. Voor de zure cocktails stelt hij dat deze voor 1 deel zoet, 2 delen zuur en 8 delen uit het basisingrediënten moeten bestaan.
Embury stelde dat er zes hoofdcocktails zijn die iedereen in staat zou moeten zijn om te maken. Dit zijn Embury's six basic drinks: de daiquiri, de Jack Rose, Manhattan, de martini, de Old Fashioned en de sidecar.
Embury gaf verder aan dat een cocktail slaagt als deze aan de volgende vijf principes voldoet:
- De gebruikte drank moet van hoge kwaliteit zijn.
- De smaak moet de lust naar meer opwekken. Daarom mag de smaak niet te zoet, stroperig, romig of fruitig zijn.
- De smaak moet droog zijn, met voldoende alcoholische smaak, maar toch soepel en aangenaam in de mond.
- De cocktail moet esthetisch goed afgewerkt zijn. Een lust voor het oog.
- De cocktail moet voldoende ijs bevatten.

## Voorbeelden

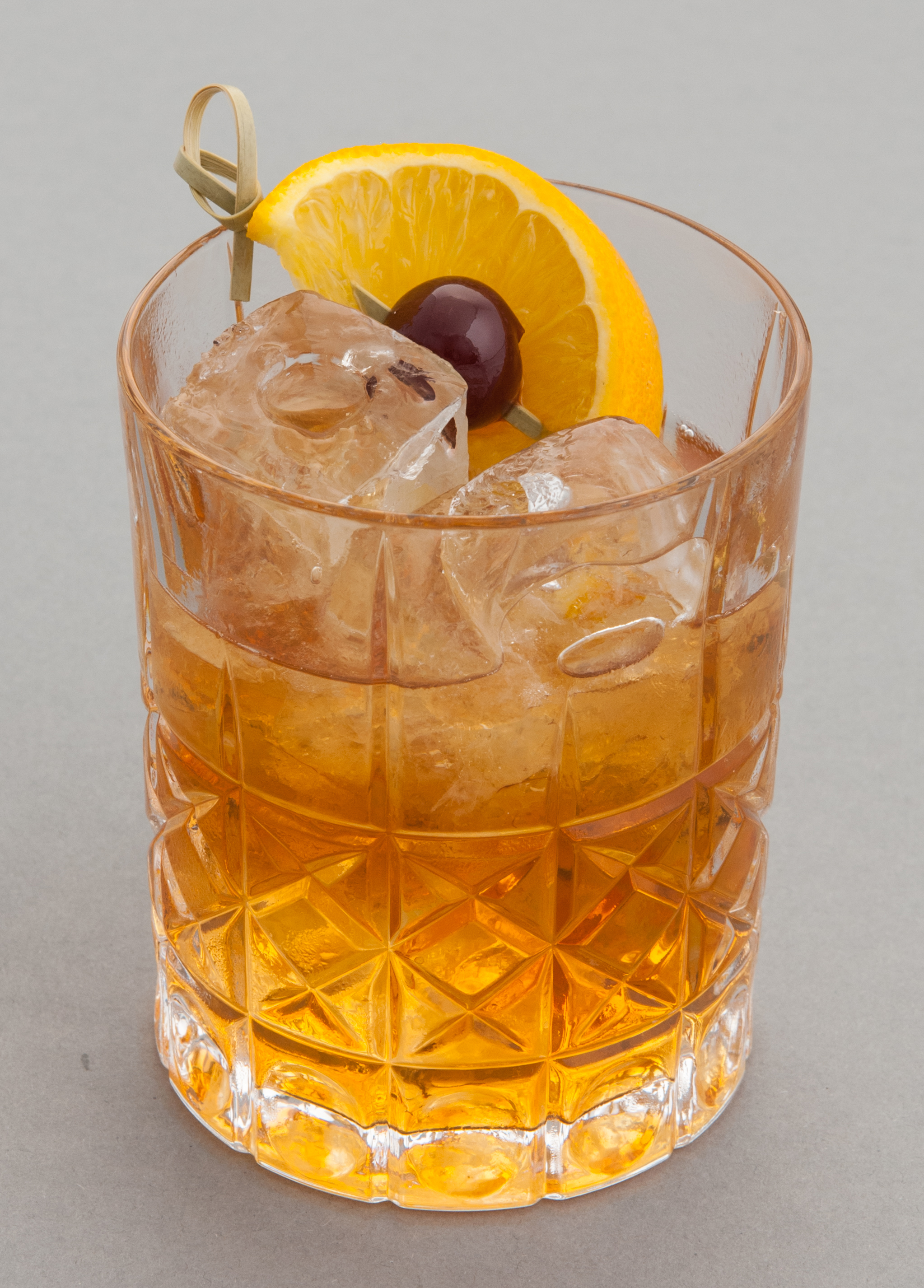
Een Old Fashioned. Een van de oudste cocktailrecepten en een van Embury's six basic drinks.

Enkele klassieke cocktails met hun belangrijkste ingrediënten zijn:
- Bloody mary (wodka, tomatensap, worcestersaus, peterseliezout, tabasco)
- Long Island Iced Tea (wodka, rum, tequila, triple sec en gin)
- Caipirinha (cachaça, limoen, suiker)
- Martini (vermout met gin of wodka)
- Daiquiri (rum)
- Gin-fizz (gin)
- Espresso Martini
- Tom Collins (gin)
- Manhattan (whisky)
- Margarita (tequila)
- Mojito (rum, limoen, munt, rietsuiker)
- Mai Tai (rum)
- Old Fashioned (whisky of bourbon en Angostura bitters)
- Singapore Sling (gin, kersenlikeur)
- B-52 (Kahlúa, Baileys en Grand Marnier)

## Enige begrippen

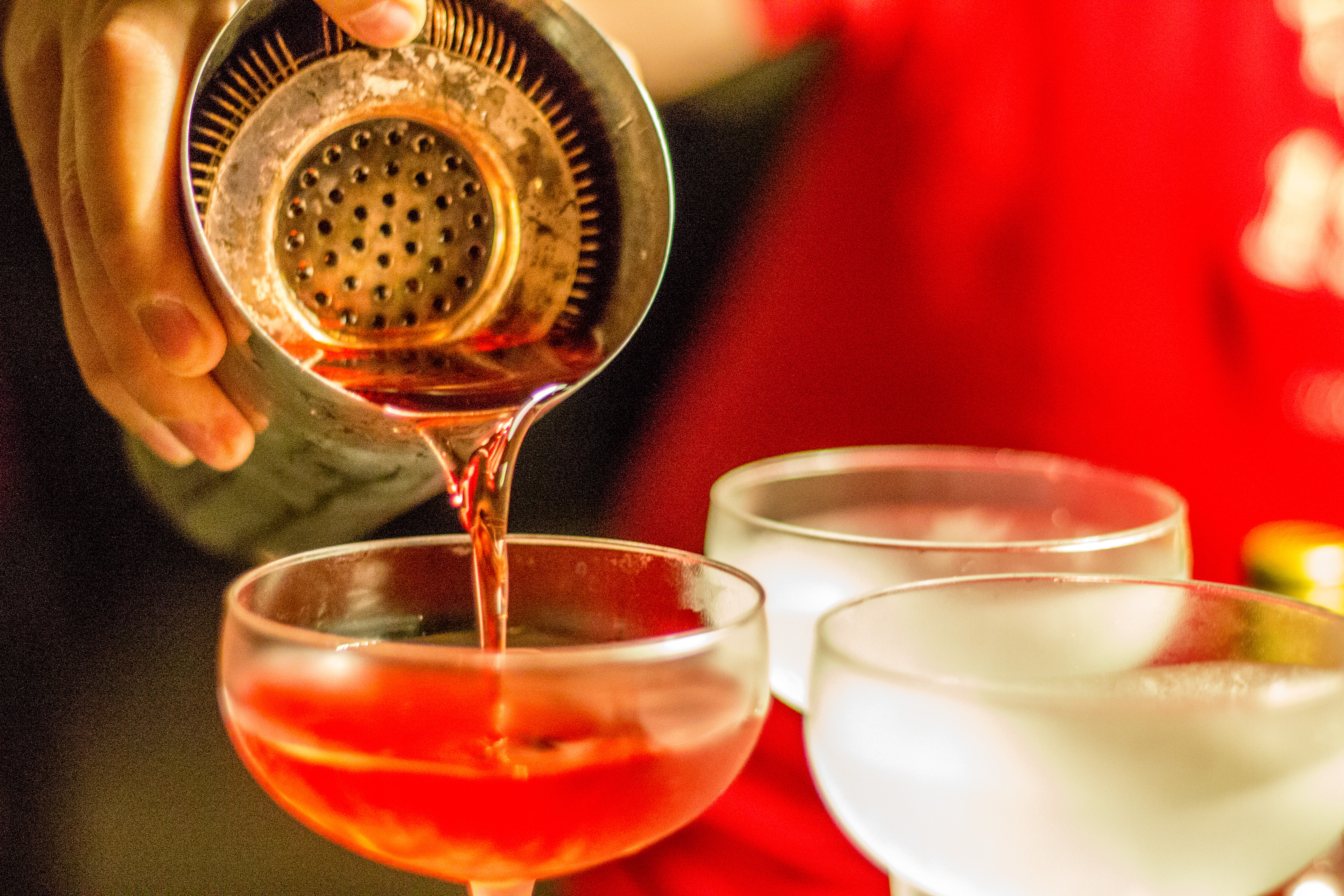
Het strainen van een cocktail

Een paar vaak gebruikte begrippen zijn:
- On the rocks: geserveerd met enkele blokjes ijs
- Strainen: De drank filteren van het ijs en eventueel overgebleven fruit via een zeef
- Dubbel strainen: De kleine overgebleven fruit en ijs stukjes verwijderen met een fijne zeef
- Cobblers: cocktails met fruit en wijn of likeur (bijvoorbeeld sangria)
- Flairbartending: Het entertainen van gasten door het jongleren met flessen, shakers en glazen achter de bar. De bartenders die dit doen heten flairtenders. In Nederland is het bereiden van cocktails met flair in de jaren negentig van de twintigste eeuw populair geworden, onder andere in de cocktail catering branche. Hierbij worden professionele bartenders ingehuurd op locatie, waar zij cocktails ter plekke bereiden.

## Attributen
De volgende attributen worden vaak gebruikt bij het bereiden van een cocktail:
- Maatlepel of barlepel, om mee te roeren. Kan ook als maatlepel gebruikt worden: zelfde maat als een theelepel
- Jigger of barmaatje
- Blender
- Boston shaker
- Cocktailshaker
- IJsemmer en ijstang of schep
- Strainer (barzeef)
- Snijplank en mes, bijvoorbeeld een tomatenmes, om ingrediënten en/of garneringen mee te bewerken
- Muddler (voor het fijnstampen van ingrediënten, bijvoorbeeld de muntblaadjes in een mojito)
- Drinkglas om de cocktail in te serveren